# TV-am
TV-am（ティービーエーエム）は、1983年2月1日から1992年12月31日まで、イギリスの朝の情報番組としてITVフランチャイズを放送したテレビ会社。イギリス初の商業用朝の情報番組フランチャイズの全国運営者だった。その毎日の放送は、6:00から9:25までだった。
放送開始から9年10ヶ月の間、TV-amには定期的に問題が発生し、特に初期の頃は経営陣が何度も変更された。また、事業の妨げとなる大規模な財政削減にも苦しんでいた。1986年までには安定した足場を築き、BBCの『ブレックファスト・タイム』との視聴率争いに勝利したが、1年以内に労働争議が会社を襲い、さらなる混乱が起こった。
これらの挫折にもかかわらず、1990年代までに、TV-amの主力番組『グッド・モーニング・ブリテン』は、イギリスのテレビで最も人気のある朝の情報番組になった。しかし、テレビのフランチャイズに関する法律の変更に伴い、TV-amはライセンスを失った。1993年にGMTVに置き換えられた。

## 設立
独立放送協会（IBA）は1980年1月24日に、次のITVフランチャイズラウンドで朝の情報番組の全国ライセンスを提供すると発表した。8件の申し込みがあり、1980年12月28日、IBAは朝の番組のフランチャイズをTV-amに授与したと発表した。
最初の放送開始日は1983年6月に設定されていたが、1982年のチャンネル4の開局と衝突するのを避けるため、IBAは開始日を1983年2月1日に早めることを許可し、2週間前にBBCサービス『ブレックファスト・タイム』が開始された。
この慌ただしいスタートは、会社に2つの点で影響を与えた。第一に、ITVは、俳優の労働組合であるエクイティとの、新しいチャンネル4と朝の番組サービスでの広告の使用料と料金に関する交渉に失敗した。同組合は組合員に新しい放送局をボイコットするように指示し、つまり、初期の頃は広告からの収入が殆どまたは全くなかったことを意味していた。
第二に、BBCの朝の番組サービスは、ニュースと分析に焦点を当てた高尚なものになると考えられていたため、TV-amはそれを真似て新しいサービスを開発した。しかし、BBC は、アメリカの朝の番組用テレビのスタイルを模倣した軽量のマガジンスタイルの番組を開始した。BBCの『ブレックファスト・タイム』の開始が急遽予定されたため、TV-amが計画を再構築する時間は殆どなかった。
マイケル・パーキンソン、デービッド・フロスト（1983年 - 1992年）、アンジェラ・リッポン（1983年）、アンナ・フォード（1983年）、ロバート・キーといったTV-amのプレゼンターとして並んでいるだけでなく、株主でもあった「有名な5人」によって先頭に立っていた。エスター・ランツェンは元々、TV-amのプレゼンター/株主の「スター」ラインナップの1つだったが、3人目の子供の誕生後、1981年に撤退し、彼女と会社は、早朝の出発は彼女の子育てに問題をもたらすことに同意した。彼女はまた、BBCから『ザッツ・ライフ!』の制作とプレゼンターを続けるよう説得されており、彼女は番組を諦めたくなかった、またはさらに悪いことに、別のアンカーで番組が続くのを見たくないと認めた。
開局までの準備期間中、他のプレゼンターには多くの困難があった。1980年12月にフランチャイズが発表された際、BBCとアンジェラ・リッポンの契約は間もなく切れ、彼女の新しい雇用の結果として更新されなかった。これにより、TV-amが放送される前に、彼女はフリーランスの仕事を探すことになった。アンナ・フォードは、朝番組契約を入札する別のコンソーシアムの一部であったITNによって解任された。ITNは、入札の一環としてフォードを女性番組プレゼンターとして紹介したが、彼女がTV-amに亡命することを計画していたことに気づいていなかった。ITNは彼女の不誠実さを強く批判し、彼女の不誠実さはIBAに彼らの入札を「ばかげている」ように思わせたと述べた。ITNは、フォードの代わりに、1982年末に向けてBBCに亡命し、『ブレックファスト・タイム』を放送した際に、ITNに二重の打撃を与えたセリーナ・スコットを起用した。マイケル・パーキンソンはBBCに残り、BBCはランツェンと同じように彼を説得することを望んでいたが、最終的に1982年に会社を去った。全て「有名な5人」全員への挑戦は、開局前に管理上のエラーで、5人のプレゼンターの契約が間違った個人に送られた際に行われたことにより、リッポンは、フォードが145,000ポンド支払われていたよりもはるかに少ない額である年間60,000ポンド支払われていることを発見した。また、彼女たちは、男性司会者のフロストとパーキンソンにそれぞれ約250,000ポンドが支払われていることを知った。
TV-amの本社とスタジオは、ロンドンのカムデン・タウンのホーリー・クレセント（Hawley Crescent）にあるブレックファスト・テレビジョン・センターにあった。テリー・ファレルによって設計され、元自動車ショールームのヘンリーズ・ローバーを改装した建物には、リージェント運河に面したルーフラインに沿って多数の大きなプラスチック製のエッグカップが施されていた。これらのエッグカップは、番組のクロージングクレジットの著作権年識別子としても機能し、それ以前の全ての年も現在の年の後ろに画面上に表示された。
番組は当初、6:00から9:15まで放送され、『デイブレイク』、次に『グッド・モーニング・ブリテン』が平日朝を埋めていた。これに続いて、9:25に各地域のITVフランチャイズが始まる前に10分間のインターバルがあった。この間隔により、ブリティッシュ・テレコムは放送信号をTV-amから各地域のITVフランチャイズに手動で切り替える時間を与えられたが、切り替えプロセスはネットワーク全体に徐々に導入された自動切り替えを可能にするように変換された。1983年5月末から、IBAはTV-amの時間を9:25に延長し、連続番組を許可し、その後、『グッド・モーニング・ブリテン』は7:00から9:00までの2時間枠に短縮された。9:00から9:25までのセクションは、『アフター・ナイン（After Nine）』というタイトルの女性向けのライフスタイルマガジンコーナーとして刷新された。TV-amは午前中にITVネットワーク チャンネルを占有する別の放送局だったが、1980年代後半から、ITV放送局は24時間テレビ放送を提供するために放送時間を6:00まで延長し、6:00にTV-amに引き継いだ。

## 困難な始まり
BBCの『ブレックファスト・タイム』は成功を収めたが、TV-am の初期の評価は期待外れだった。最高経営責任者のピーター・ジェイの「説明する使命」というフレーズに要約されている、その高尚でやや堅実なアプローチは、重いニュースと気軽な特集を混ぜ合わせた「朝食の時間」のアクセスしやすい雑誌スタイルと比較して、その日の時間に不安を感じて座っていた。
放送の初日は、『デイブレイク』の1時間のニュース、短編映画、現在の失業率に関するノーマン・テビットのインタビュー、『メラニー・パーカーの世界（The World of Melanie Parker）』と『鍵穴を通して（Through the Keyhole）』と呼ばれるライブコミックストリップが含まれていた。開局から2週間以内に視聴率は急激に低下し、開局後1か月以内に、視聴率は再び300,000人弱まで低下した。パーキンソンが提供した同社の週末番組は、BBCが週末朝に放送しなかったことが主な理由で、最初はTV-amにとって唯一の成功となった。土曜日版は150万人の視聴者を集めた。
2月28日の改編では、『デイブレイク』が30分短縮され、ギャビン・スコットがプレゼンターを務めた『グッド・モーニング・ブリテン』の開始時刻は30分早い6:30に変更され、アンジェラ・リッポンは『デイブレイク』からアンナ・フォードと一緒に担当するように移動された。フロストとフォードの初代『グッド・モーニング・ブリテン』のプレゼンターチームは、12週間続く予定だったが、番組を再活性化するために、フロストは自発的に辞任することに同意し、フォードとリッポンの女性チームが番組の先頭に立つことができた。1回だけ放送された後、フォードはインフルエンザに罹患し、翌週の3月7日に復帰した。改訂された形式の初週に、視聴者数は20万人増加し、フロストとパーキンソンが彼女の代わりを務めた。リッポンとフォードの両方の数字の第2週の間、500,000人のピークにとどまり続けた。3月26日、TV-amが3月20日までに再び100,000人を失ったことを強調する新しい数字が発表されたが、2月末に比べて全体的にはまだ高かった。
1983年3月18日、変更を要求した投資家からの圧力が高まった後、ピーター・ジェイが辞任し、ジョナサン・エイトケン（現職の国会議員）がTV-amの最高経営責任者になることを許可した際に、役員会のクーデターが起こった。同日、リッポンとフォードは、ジェイを支持するために公に出て、ジェイが既に去ったことに気づかずに「裏切り」の進行を呼んだ。次の数日間で、エイトケンは、コマーシャルブレイクの数を減らすことを含む、視聴率を改善するために多くの変更が検討されていることを明らかにしたが、誰も辞任して欲しくないことも否定した。IBA、野党、さらにはエイトケン自身の与党のような多くの役人やエイトケン自身の与党でさえ彼の任命に満足しておらず、TV-amの政治的自由を妨げた可能性があり、多くの人が彼にその役割を放棄するか、国会議員の職を辞する要求した。IBAは数日後に最終的にエイトケンを承認したが、彼の在職期間は限られた期間であり、IBAはこの期間中、全ての番組を非常に注意深く監視するという意向を明確にした。
1983年4月1日（聖金曜日）、ねずみのパペットローランド・ラットが初めて同局の番組に登場した。デイビッド・クラリッジが人形を制作し、TV-am Childrenの編集者であるアン・ウッドが企画したこの番組は、イースター休暇中に若い視聴者を楽しませ、TV-amの視聴者を後押しした。ローランドは一般的にその救世主と見なされており、「沈没船に加わった唯一のネズミ」と表現されている。『ブレックファスト・タイム』のホストであるフランク・ボウとセリーナ・スコットが夏休みを取っている間、ローランドは聴衆を10万人から150万人以上に引き上げるのに役立った。
1983年4月4日、グレッグ・ダイクはTV-amの出力のオーバーホールを支援する番組のディレクターになった。翌日、スポーツプレゼンターのニック・オーウェンがメインプレゼンターの1人になり、最初は4月だけ、アンナとアンジェラとそれぞれ1週間ずつ業務を行った。リッポンは、放送中のオーウェンに対する彼女のあからさまな敵意について、視聴者やメディアから非難された。彼がリンクに誤りを犯した時、リッポンは「ほら、思ったほど簡単ではない」と述べた。4月中、生のコミックストリップ『The World of Melanie Parker（メラニー・パーカーの世界）』は終了された。
4月14日、ジョナサン・エイトケンのいとこであるティモシー・エイトケンが、テレビ局を運営する国会議員に関するIBA規則により、局長に就任した。その結果、リッポンとフォードは4月19日に解任されたが、その時点では正式な理由は示されていなかったが、両者ともピーター・ジェイに対する公的な支援の契約に違反したことが非公式に明らかになり、ある時点で両方を解任することでコストが削減された。パーキンソンはエイトケンとこの問題と2人の元同僚の解雇について長い話し合いをすることになり、その結果、パーキンソンは会社の取締役になり、取締役会に参加することになった。これらの会談の一環として、パーキンソンと衝突したスタッフのさらなるメンバーが削除された。アンナ・フォードはチェルシーのパーティーでジョナサン・エイトケンと会った際、去り際に彼女の解任条件を告げられ、エイトケンの顔にグラスワインを投げつけた。彼女の行動について「酷い仕打ちを受けた女性に残された自衛手段はこれしかなかった」と述べた。数日後、リッポンとフォードの両方がTV-amを訴える手続きを開始し、10月までに、裁判外の和解に達した後、訴訟は取り下げられた。
6月6日からBBCのアン・ダイアモンドがニックの新しい共同プレゼンターになるまでの5週間は、リンダ・バリーが代理を務めた。
1983年5月23日、TV-amの新しい外観が始まった。『デイブレイク』は終了され、『グッド・モーニング・ブリテン』は6:25開始に延長された。指揮官のデイビッド・フィルポット（David Philpott）は、週末のみ天気を担当するように動かされ、ウィンシー・ウィリス（Wincey Willis）が新しい平日の天気プレゼンターを担当し、多くの新特集が導入された:
- ジェレミー・ビードルの「トゥデイズ・ザ・デイ・ウィズ・ジェレミー・ビードル（英語版）（Today's The Day with Jeremy Beadle）」
- リジー・ウェッブ（英語版）のエクササイズスポット
- 「ザ・クッキング・キャノン（英語版）」こと「クッキング・ウィズ・ジョン・イーリー（Cooking with John Eley）」（後にラスティ・リー（英語版）が引き継ぐ）
- 釣り担当記者の「コッドファーザー」ジョージ・ベラ（"Codfather" George Vella）
- ニック・オーウェンとリンダ・ベリー（後にアン・ダイアモンドが後任）が新聞のビンゴ番号を読み上げる。

最初の1週間の終わりまでに、TV-amの視聴率は2倍の200,000人に達した。
継続的な低視聴率は、さらなる財政問題をもたらした。TV-amは電力供給を断ち切ろうとしており、記者会見中にロンドン電力の担当者が登場し、未払いのために電力を遮断する令状を持っていた。多くの番組の司会者が毎月の賃金を受け取ることができず、地元の新聞販売店は支払い不足のために新聞の供給を停止した。番組は、イギリス中の様々な海辺のリゾートからの屋外放送トラックを使用して、夏を道路で過ごし、クリス・タラントがプレゼンターを務めた。
マイケル・パーキンソンは1983年6月初旬に夏にオーストラリアに行き、ヘンリー・ケリーが週末の仕事を引き継いだ。デービッド・フロストは、パーキンソンが同年10月に彼の完全な任務に戻ると信じて、最初は8週間、8月28日から日曜日の枠を与えられた。11月までにパーキンソンは戻ってきたが、フロストが日曜日の視聴者数を増やした後、土曜日の枠しか与えられなかった。ついにパーキンソンは1984年2月初旬についにTV-amを退職し、会社は40人を削減する計画を発表した。
1983年9月、TV-amは最終的にテレビ請負業者協会（Television contractors associations）に参加したことにより、15の地域ITV企業とTV-amの間でクロスプロモーションコンテンツを提供するという追加の利点が得られた。視聴者数の継続的な増加は、依然として広告収入の増加に繋がっておらず、10月を通して、会社はいつでも崩壊するだろうという憶測が高まっていた。この状況は 11 月に新しい借り換えパッケージが発効し、ラドブルックズ（Ladbrook's）やデイリー・エクスプレスの所有者を含む新しい株主が450万ポンド以上の価値のある新しい資本を会社に与えることで解決された。

## ブルース・ジンゲル
オーストラリアの実業家ケリー・パッカーは、1984年初めに会社のかなりの少数株を取得し、同年5月初旬に彼自身の最高経営責任者であるブルース・ジンゲルを任命した。グレッグ・ダイクは、テレビジョン・サウスの新しい役職に就くため、数週間の任命を残して会社を退職した。10日後、ゼネラルマネージャーのマイケル・ムーアもTV-amを退職した。
ジンゲルは、ダイクがTV-amの存続可能性を確立するために作り上げたのと同じ軽量で大衆的なアプローチを追求し、このモデルは、後に「ガーディアン」紙の見出しで「スナップ、クラックル、パップ（Snap, Crackle and Pap）」としてパロディ化された。TV-amは、経営陣によるコスト削減の一環として、土曜日の子供向け番組を『ワイド・アウェイク・クラブ』で見直し、『データ・ラン（Data Run）』と『SPLAT』を置き換えた。
コスト削減は、1984年10月の保守党内閣に対するブライトンホテル爆破事件ではっきりと注目された。テロ攻撃の前夜、TV-amのスタッフの大半は同日前夜に起きたウェンブリーでの列車事故を報道するためにロンドンに呼び戻されていたため、会議を報道するクルーが1人しかいなかった。爆発が早朝に発生した時、BBCとITNはすぐに報道を提供した。TV-amの反応は、記者のジョン・ステイプルトンが電話で報告しているというキャプションに限定されていたが、BBCは事件の生々しい様子を報じていた。当時の労働組合協定は、地元のITV放送局のTVSの技術スタッフが別の民間テレビ会社をカバーすることができなかったことを意味し、TV-amとITNとの以前の対立は、ITNがその映像を共有しないことを意味していた。
この一連の事件により、TV-amはIBAから厳しい非難を受け、IBAは「投資してニュース報道を改善しなければ、ライセンスを失うことになる」と言った。
新聞で起こった変化を反映して、ジンゲルはスタッフを減らしてお金を節約するために、テレビの技術開発を利用することを決意した。彼は、最新の放送機器の使いやすさは人員レベルを削減できることを意味すると信じていた。ENGクルーは別の照明技術者を必要としなくなり（ギンゲルの出身地オーストラリアでよく知られているパターンに従う）、技術者は事実上排除される可能性がある。これにより彼は放送労働組合と衝突したが、当時のイギリス首相マーガレット・サッチャーを筆頭とする英国政府からの支持を得た。1986年、BBCの『ブレックファスト・タイム』が視聴者を失ったため、TV-amはイギリスで最も人気のある朝のテレビ番組になった。同年11月、マガジン形式の『ブレックファスト・タイム』はより重厚なアプローチを取り、1989年にBBCは『ブレックファスト・タイム』を、TV-amのオリジナル形式を彷彿とさせる『ブレックファストニュース』と呼ばれるより詳細で分析的なニュース形式に完全に置き換えた。
1987年10月にイギリスを襲ったハリケーンの嵐では、TV-amのスタジオへの電力が失われ、TV-amのスタッフからのリポート及びITN、TSW、TVSのリポートを使用して、テムズ・テレビジョンのユーストン・ロードセンターの施設から緊急番組を送信する必要があった。この全てにもかかわらず、番組は繁栄し続けた。最終的に、ブルース・ジンゲルは締め出した技術者を全員解雇し、世界中から労働組合に加入していない労働者を呼び寄せた。

### 産業内紛争
1987年11月23日、TV-amの技術者は24時間ストライキを行った。経営陣はストの参加者を締め出した一方、非技術スタッフを使って、『わんぱくフリッパー』、『バットマン』、『ハッピーデイズ』などのアメリカのテレビ番組シリーズのエピソードを含む骨組みのサービスを放送し続けた。
ジンゲル自身が個人的に番組を監督することになり、同年12月7日に縮小された通常のサービスが再開された際、様々なスタッフやジンゲル自身が有人カメラを使用した。時には乱雑ともいえるこのありかたは、以前の番組よりも人気があることが時々判明した（ただし、他の状況下で放送が許可されたものではなかった）。組合とのさらなる話し合いが続けられたが、1988年2月16日に全ての技術者が解雇され、多くの技術者は『News at Ten』で行われた発表によって知らされた。
その後の数年間で徐々に本領を発揮していった。1990年代初頭までに、大幅に削減されたスタッフで運営され、売上高の点で世界で最も収益性の高いテレビ局になった。

## 法改正と終焉
1990年の放送法の改正により、商業テレビのフランチャイズはメリットや可能性に基づいて割り当てられるのではなく、ブラインドオークションを通じて割り当てられ、その結果は1991年10月16日に公開された。TV-amは1,430万ポンドで入札したが、3,640万ポンドで入札した別のコンソーシアムであるサンライズ・テレビジョン（発足時に「GMTV」に改名）に競り負けた。皮肉なことに、GMTVの開始から数年後、このグループはITCに遡ってこの料金の減額を求め、TV-amの当初の入札額を下回るレベルまで引き下げた。
1992年2月までに、ライセンス喪失の最初の画面上の影響が明らかになり、TV-amは社内のニュースサービスを閉鎖し、1回限りの支払いでSky Newsに委託した。子供向け番組も影響を受け、ティミー・マレットの出演が減ったが、ワカデイは主要な学校の休暇中もTV-amが終了するまで出演し続けた。もう1つの影響は、当初は40週間の放送のために委託されていたが、その代わりに、土曜日8:00（年内には7:30まで延長）から、視覚から離れた連続したアニメストランド『カートゥーン・ワールド』が放映され、クリス・エヴァンスがホストを務めた土曜日の朝の一連の『TV-Mayhem』の僅か6週間後の突然の終了だった。
政府が商業テレビフランチャイズの割り当てに変更を導入したマーガレット・サッチャー（しかし、その時までに首相としてジョン・メージャーに取って代わられていた）はジンゲルに手紙を書き、TV-amのライセンスの喪失に部分的に責任があることを謝罪した。その一部には、「私は…心が痛む。立法に責任があったことを痛感している」と書かれていた。手紙は私的なものだったが、ジンゲルはそれを公開したため、元首相の友人から批判を受けた。

### 閉局
TV-amの最終放送は、1992年12月31日の9:21に終了した。スタジオにいるキャストとクルーの白黒静止画のクレジットには、「TV-am: 1 February 1983 – 31 December 1992」のキャプションで終わる画面がフェードアウトした時に、ポートレートのスナップショットが表示された。
その後、1992年12月30日に最後に登場したにもかかわらず、有名なエッグカップの最終的な登場はなかった最後のコマーシャルブレイクが続いた。代わりに、最終的な広告は、翌日6:00に放送を開始したGMTVのものだった。
TV-amは独立放送局であり、カムデン・ロックにある専用の特注の高価なスタジオ複合施設を使用していたが、GMTVは同社の株主の1人であるLWTが所有するザ・ロンドン・スタジオのスタジオスペースを使用していた。

#### スタジオ
カムデン・タウンのブレックファスト・テレビジョン・センターは1993年にMTVネットワークに売却され、有名なエッグカップは今でもリージェント運河のそばの建物の屋根に立っている。MTVがその番組の制作に使用しただけでなく、MTVスタジオは、現在知られているように、テレビ業界内での商用レンタルにも利用できた。建物の角に縦に組み込まれた大きなTV-amの文字は、円盤で覆われて隠されていたが、2012年春のさらなる改修で完全に取り除かれるまで、部分的に見えていた。
1999年にビデオスイートで火災が発生し、建物の1階と屋根に大きな被害をもたらした。エッグカップと同様に、制作スタジオとオフィスは無傷だった。

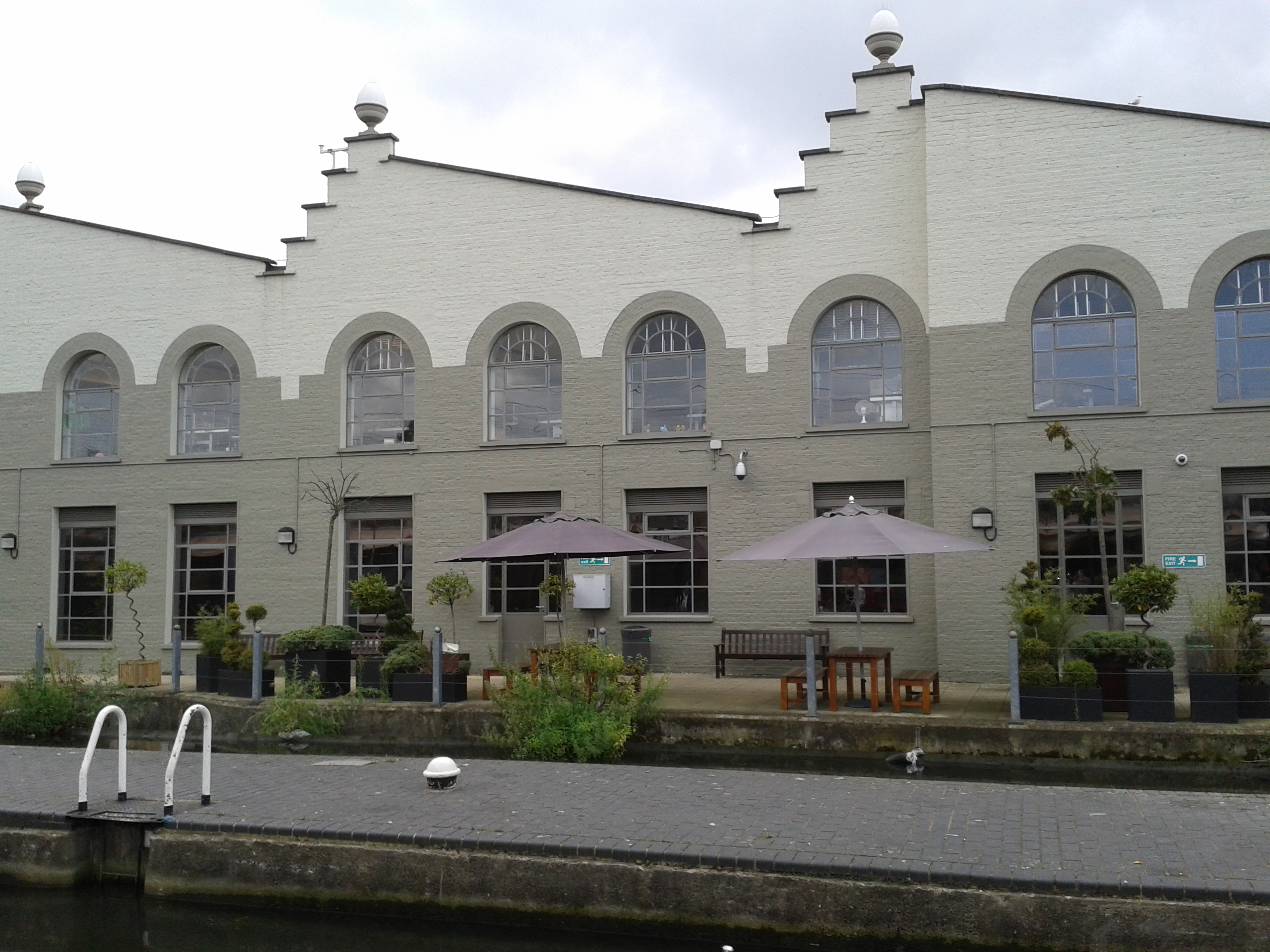
2014年リノベーション後のスタジオ後方。「エッグカップ」がくっきり見える。

2011年、MTVネットワークスは、主に、MTVのスケジュールとコミッショニングの慣行の変更により需要が減少していたスタジオの一部を撤去し、これらを近代的なオフィススペースに置き換えるために、建物の変更許可を申請した。リージェント運河に面した建物の後部は、青ではなく灰色に塗り直されたが、構造と象徴的なエッグカップはそのまま残った。建物の正面は、2012年から2013年にかけて、元のTV-amスタジオの場所であったスタジオブロックは取り壊され、ガラス張りの新しいオフィス複合施設に置き換えられるなど、より広範囲に再開発された。以前のスタジオとオフィスセクションの間の正面の「中庭」は、緑の壁の設置を含め、改装および再編成された。中庭の反対側にあるオフィススイートはそのまま残っていたが、1993年以来目立たなかった「TVAM」の文字を建物の角から取り除く等、改装された。MTVネットワークスは再建と改築工事中も同建物から営業を続け、拡張されたオフィススペースの建設に続いて、コメディ・セントラルUKとニコロデオンUKを以前のセントラル・ロンドンオフィス複合施設からホーリー・クレセントに移動することができた。

#### ブランドと番組
1993年8月、TV-am plcはクロックフォーズplc（Crockfords plc）になり、さらに1995年4月以後、非上場のギャンブル会社であるキャピタル・コーポレーション株式会社（Capital Corporation Ltd）として知られている。
「TV-am」、TV-amのロゴ、及び15の登録商標は現在、ジャーナリストのイアン・ホワイトが所有している。
1983年から1992年の間に制作されたTV-am番組のアーカイブは、TV-amフッテージライブラリの独占的ライセンサーとしてAPアーカイブを採用した、ムービング・イメージ・コミュニケーションズ株式会社（Moving Image Communications Ltd）に引き継がれた。APアーカイブは、10,000時間以上のTV-am素材を利用できると主張している。

## プレゼンター
- リサ・アジズ（英語版）（1989年 - 1992年） - ニュースリーダー、後にSky Newsに移籍
- ジェニ・バーネット（英語版） - 『ピック・オブ・ザ・ウィーク』、『ポストバッグ』ホスト
- エイドリアン・ブラウン（英語版） - リポーター、ニュースリーダー、『グッド・モーニング・ブリテン』プレゼンター
- リンダ・バリー - リポーター、ニュースリーダー、『グッド・モーニング・ブリテン』プレゼンター
- ガイルズ・ブランドレス（英語版） - 『ポストバッグ』ホスト
- タニア・ブライアー（英語版）（1992年） - 気象プレゼンター
- ケイ・バーリー（英語版）（1985年 - 1988年） - リポーター、ニュースリーダー、プレゼンター
- ピーター・コー（英語版）（1984年 - 1992年） - リポーター、金融及びビジネス編集者、ニュースリーダー、『ファースト・リポート』プレゼンター
- アン・ダイアモンド（英語版）（1983年 - 1990年） - 『グッド・モーニング・ブリテン』と『アン・ダイアモンド・オン・サンデー』プレゼンター
- モヤ・ドハティ（英語版） - リポーター、『アフター・ナイン』プレゼンター
- ダイアナ・ドース（1983年 - 1984年） - ダイエットとその後の苦悩の叔母
- マヤ・イーブン（英語版）（1989年 - 1992年） - 1987年にTV-amでテレビのキャリアを開始し、最初は政治部門のリサーチャーとして、その後1989年からプロデューサー及びリポーターとして活躍した。
- トニー・フランシス（1986年 - 1992年） - 『サタデースポーツ』
- デービッド・フロスト - 『グッド・モーニング・ブリテン』（1983年 - 1984年）、『ザ・サンデー・プログラム』（1985年 - 1986年）、『フロスト・オン・サンデー』（1986年 - 1992年）
- ポール・ガンバッチーニ（英語版）（1983年 - 1992年） - 映画評論家
- ジミー・グリーブス - テレビ評論家、プレゼンター
- マイケル・ヘイスティングス（英語版）（1988年 - 1992年） - 『グッド・モーニング・ブリテン』プレゼンター
- ゴードン・ハニカム（英語版）（1984年 - 1989年） - ニュースリーダー
- ジェイン・アーヴィング（英語版）（1983年 - 1989年） - ニュースリーダー、『グッド・モーニング・ブリテン』と『アフター・ナイン』プレゼンター
- ウルリカ・ヨンソン（英語版） - 気象プレゼンター
- デレク・ジェイムソン（英語版） - 新聞評論家
- ヒラリー・ジョーンズ（英語版） - 常駐医師、『アフター・ナイン』ホスト
- リチャード・キーズ（英語版）（1983年 - 1990年） - 『グッド・モーニング・ブリテン』、『ザ・モーニング・プログラム』プレゼンター、スポーツプレゼンター
- ロバート・キー（英語版） - 『デイブレイク』初期のプレゼンター
- ヘンリー・ケリー（英語版）（1983年 - 1987年） - 週末の『グッド・モーニング・ブリテン』プレゼンター
- ロレイン・ケリー（英語版）（1984年10月 - 1992年） - リポーター、『グッド・モーニング・ブリテン』プレゼンター
- ラスティ・リー（英語版） - 番組の料理部門に一貫して出演していた
- マイク・モリス（英語版）（1983年 - 1992年） - スポーツプレゼンター、『グッド・モーニング・ブリテン』プレゼンター
- ニック・オーウェン（英語版）（1983年 - 1986年） - スポーツプレゼンター、アン・ダイアモンドと共に『グッド・モーニング・ブリテン』のプレゼンターを務めた
- マイケル・パーキンソン（英語版）、メアリー・パーキンソン（英語版）（1983年） - 週末の番組
- イヴ・ポラード（英語版） - ショービジネスリポーター
- アンジェラ・リッポン（英語版）（1983年） - 『デイブレイク』と『グッド・モーニング・ブリテン』プレゼンター
- スザンヌ（スージー）・グラント（1985年 - 未定） - ニュースリーダー
- アンネカ・ライス（英語版）（1985年 - 1987年） - ゲストプレゼンター、『グッド・モーニング・ブリテン』
- キャロライン・ライトン（英語版）（1987年4月 - 10月） - プレゼンター
- ジョン・ステイプルトン（英語版）（1983年 - 1985年） - リポーター兼プレゼンター
- キャシー・テイラー（英語版）（1989年 - 1992年） - 『グッド・モーニング・ブリテン』と『アフター・ナイン』プレゼンター
- クリス・タラント（英語版） - ロービングリポーター兼ホスト
- ゴードン・トムソン（英語版） - ゲストプレゼンター、セレブリティリポーター
- リジー・ウェッブ（英語版） - 別名「マッド・リジー（Mad Lizzie）」、フィットネスの第一人者
- リン・フォルズ・ウッド（英語版）（1983年 - 1984年） - 消費者問題

### 子供向け番組
- トミー・ボイド（英語版） - 『ワイド・アウェイク・クラブ』
- ディック・キング＝スミス - 『ラブ・ア・ダブ・タブ（英語版）』プレゼンター
- ティミー・マレット（英語版） - 『サマー・ラン（Summer Run）』、『ワイド・アウェイク・クラブ（Wide Awake Club）』、『Hey, Hey It's Saturday and Wacaday』
- ミカエラ・ストラチャン（英語版） - 『ワイド・アウェイク・クラブ』、『Hey』、『Hey It's Saturday and Wacaday』
- アラベラ・ワーナー（英語版） - 『ワイド・アウェイク・クラブ』[要出典]

## 子供向け番組

### 自社制作
- アー・ユー・アウェイク・イェット（1982年 - 1986年）
- カートゥーン・ワールド（1991年11月 - 1992年12月）
- ダップルダウン・ファーム（英語版）
- データ・ラン/サマー・ラン
- Hey, Hey, It's Saturday!（英語版）（1989年 - 1991年）
- ジャングル・ファン（1991年 - 1992年）
- ローランド・ラット（英語版）
- ラブ・ア・ダブ・タブ（英語版）（1983年 - 1984年）
- SPLAT
- トップ・バナナ（1991年 - 1992年）
- TVメイヘム（英語版）（1991年、6週間後に打ち切り）
- ワカデイ（英語版）（1985年 - 1992年）
- ワイド・アウェイク・クラブ（英語版）（1984年 - 1989年）

### 他社制作
- The Transformers
- Challenge of the GoBots（英語版）